# Faraj Sarkohi
Faraj Sarkohi (en persan : فرج سرکوهی) est un journaliste iranien né le 3 novembre 1947 à Shiraz.
Déjà publié avant de finir ses études de sociologie et de littérature persane à Téhéran, ses écrits dérangent et le conduiront en 1971 à recevoir une peine de 15 ans de prison, qui sera écourtée en 1979 par la Révolution iranienne (passage du régime du Shah à celui de la République islamique).
Il rejoint pourtant rapidement l'opposition, et devient en 1985 rédacteur en chef de la revue culturelle Adineh jusqu'en 1996, date à laquelle il est arrêté une première fois. Il écrira après sa libération qu'il a été torturé jusqu'à ce qu'il déclare ne plus écrire (déclaration publiée dans des journaux européens). Il sera de nouveau arrêté (et torturé semble-t-il) avant d'être libéré grâce à des pressions internationales. 
Il s'exile ensuite à Francfort en Allemagne, et reçoit la plume d'or de la liberté en 1998 et déclare à la remise du prix:
« Pendant 32 ans j'ai vécu de la plume, et pendant 32 ans j'ai aspiré à la liberté de la plume »

### Liens et sources
- http://www.wan-press.org/3may/1999.fr/essays/index.html voir: On sème les graines de la liberté en iran
- (en) http://www.ifex.org/en/content/view/full/24707
- (de) http://www.literaturfestival.com/bios1_1_6_479.html